# Ovalipes trimaculatus
El cangrejo nadador (Ovalipes trimaculatus) —llamado jaiba remadora en Chile— es una especie de crustáceo decápodo braquiuro integrante del género Ovalipes. Habita en ambientes costeros de los océanos en buena parte del mundo.

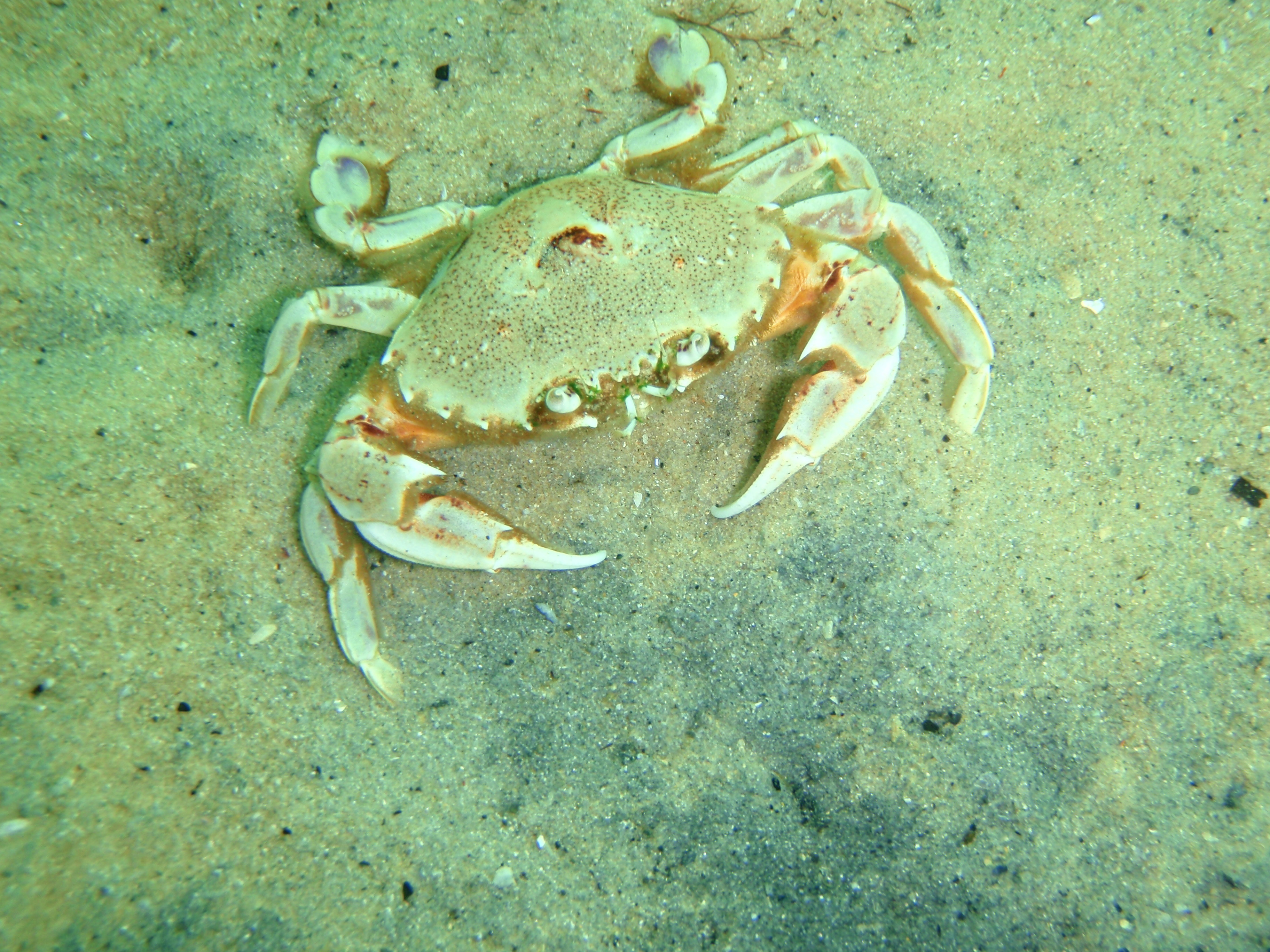
Ovalipes trimaculatus.

## Características y hábitos de vida

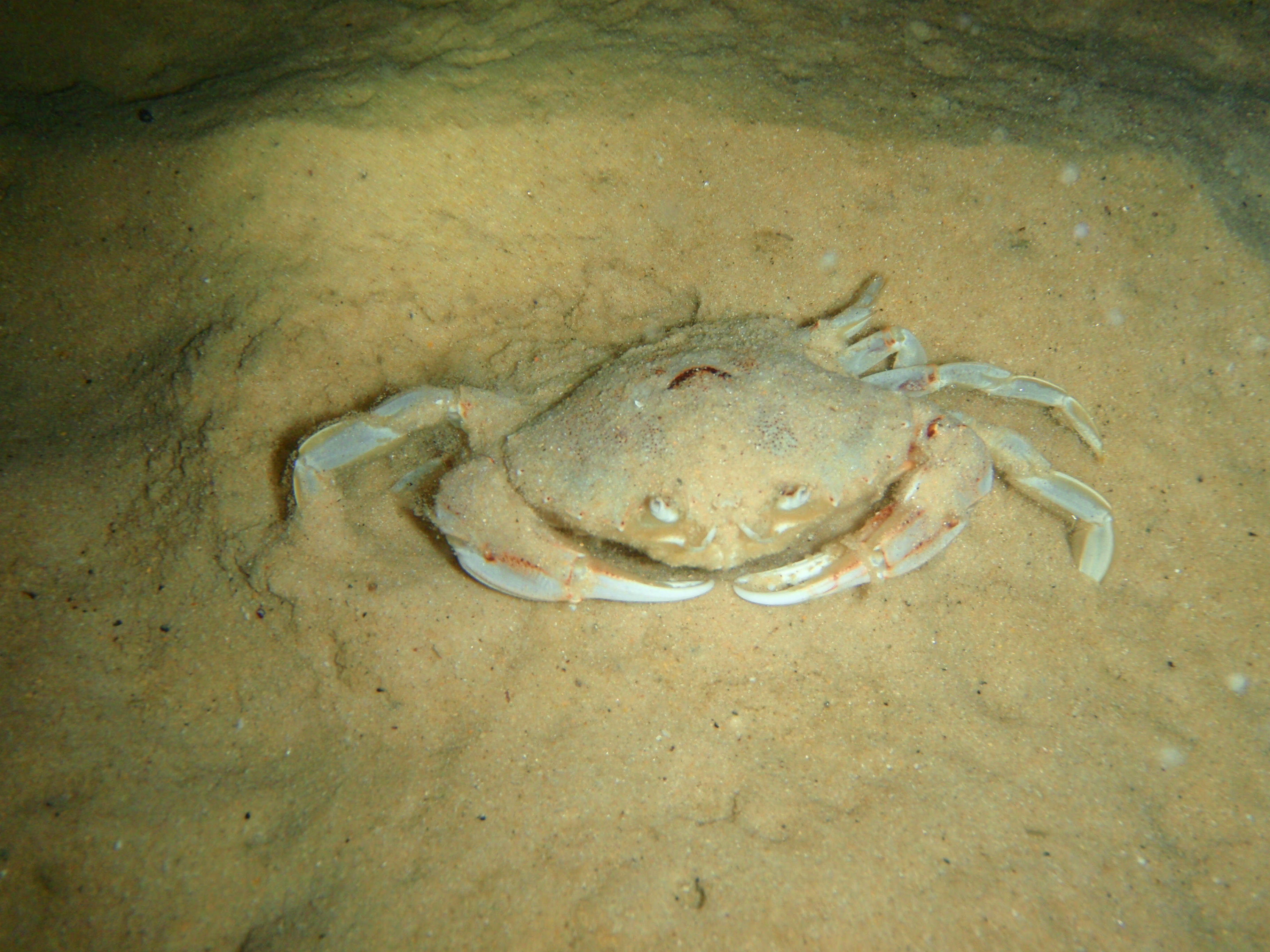
Ovalipes trimaculatus.

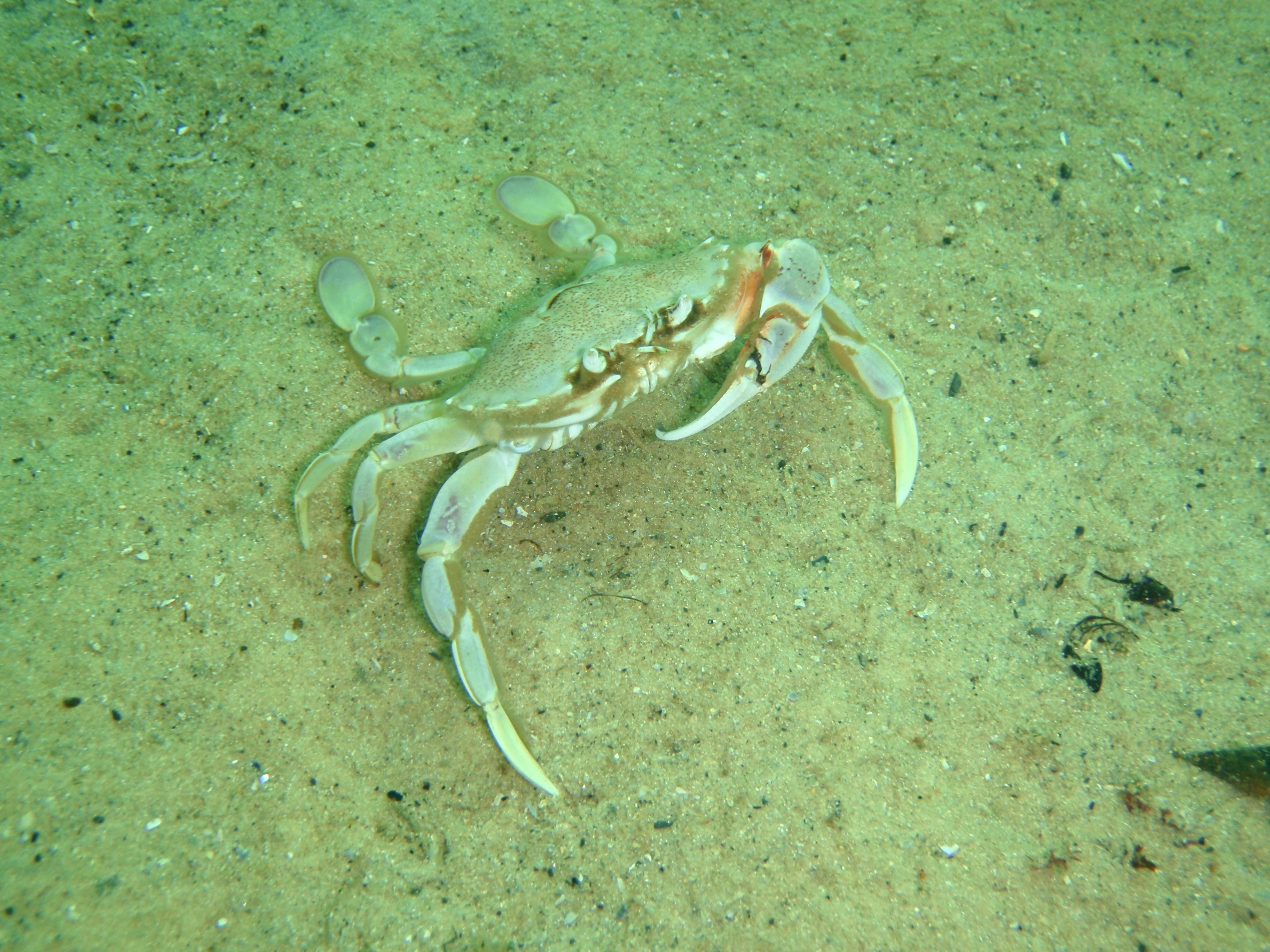
Ovalipes trimaculatus.

Su caparazón posee hasta 9 cm de diámetro. Presenta una textura lisa y un patrón cromático compuesto por tonos ladrillo. Sus pinzas son alargadas e iguales en tamaño sin importar el sexo ni la edad.
Generalmente viven sobre fondos blandos o enterrados, en aguas marinas costeras, en profundidades entre 3 y 65 metros. Nada gracias a que sus patas traseras cuentan con una adaptación específica para esta función, al tener forma de paletas.

## Distribución
Tiene una distribución mundial. En el océano Atlántico se lo encuentra desde el sudeste de los Estados Unidos, por América Central, el sudeste del Brasil y Uruguay hasta la Patagonia argentina. También habita en Sudáfrica en el océano Índico, Australia y Nueva Zelanda, y en el sudeste del océano Pacífico, en el Perú y Chile. En este último país se le conoce como jaiba remadora (a veces, jaiba blanca) y se la encuentra desde Arica hasta el canal Trinidad (también en el archipiélago Juan Fernández) desde los 0 hasta los 60 metros, sobre fondos arenosos.

## Utilidad económica
Esta especie es objeto de explotación comercial en razón de su carne comestible, pero como ‘‘fauna acompañante’’ de otras más valiosas que constituyen el principal objetivo: langostinos, peces de fondo, etc. Se lo captura con pequeñas embarcaciones costeras, empleando redes de arrastre de fondo.
En la Argentina el promedio de desembarque de esta especie es de 10,5 toneladas anuales, la que se destina al mercado interno comercializándose hervido. La talla del caparazón de las hembras oscila entre 15 y 70 mm, mientras que el tamaño del de los machos se encuentra entre 35 y 80 mm, lo que sumado a que poseen los quelípedos más robustos, son más apreciados. En Chile, en 2010, el desembarque total de la jaiba remadora fue de 129 toneladas.

## Taxonomía
Esta especie de cangrejo fue descrito originalmente en el año 1833 por el zoólogo carcinólogo neerlandés Wilhem de Haan.